# Budíkov

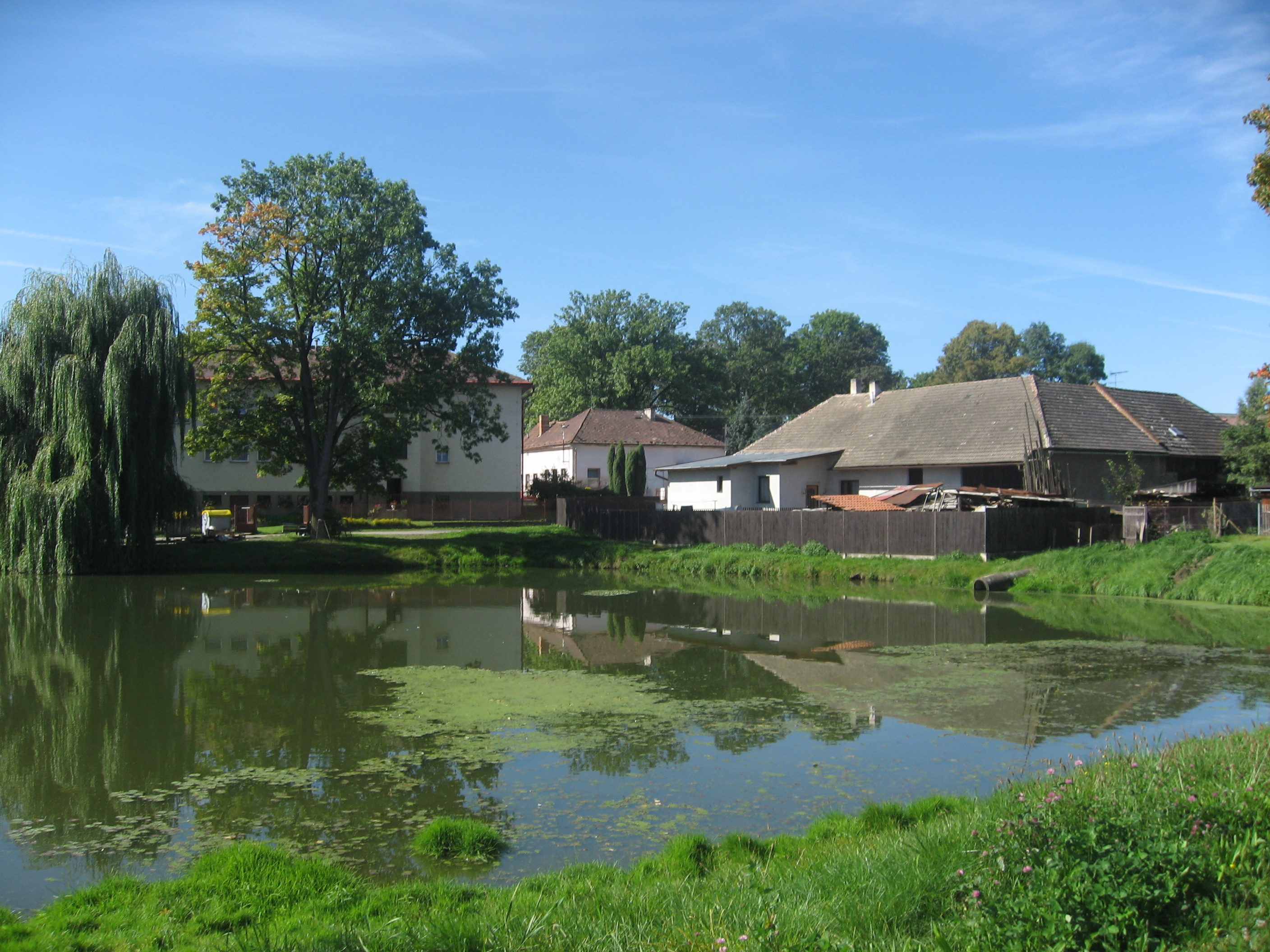
Budíkov

Budíkov (deutsch Budikau) ist eine Gemeinde in Tschechien. Sie liegt fünf Kilometer nördlich von Humpolec und gehört zum Okres Pelhřimov.

## Geographie
Budíkov befindet sich linksseitig des Pstružný potok im Hügelland der oberen Sázava, einem Teilgebiet der Böhmisch-Mährischen Höhe im Grenzgebiet Böhmens zu Mähren. Östlich erhebt sich der Kopec (655 m) und im Südosten der Orlík (678 m).
Nachbarorte sind Řečice im Norden, Malý Budíkov und Kejžlice im Nordosten, Mozerov im Osten, Čejov im Südosten, Hadina und Světlice im Süden, Horní Rápotice im Westen sowie Kaliště und Pusté Lhotsko im Nordwesten.

## Geschichte
Die erste urkundliche Erwähnung von Budíkov erfolgte im Jahre 1226.

## Gemeindegliederung
Die Gemeinde Budíkov besteht aus den Ortsteilen Budíkov (Budikau), Malý Budíkov (Kleinbudikau) und Pusté Lhotsko (Wüstlhota).

## Sehenswürdigkeiten
- Kapelle am Dorfplatz